# Chronik des Pawo Tsuglag Threngwa
| Tibetische Bezeichnung                                                        |
| ----------------------------------------------------------------------------- |
| Tibetische Schrift: ཆོས་འབྱུང་མཁས་པའི་དགའ་སྟོན་                                     |
| Wylie-Transliteration: chos 'byung mkhas pa'i dga' ston; mkhas pa'i dga' ston |
| Andere Schreibweisen: Khepa'i Gatön                                           |
| Chinesische Bezeichnung                                                       |
| Vereinfacht: 贤者喜宴; 智者喜宴                                               |
| Pinyin:Xianzhe xiyan; Zhizhe xiyan                                            |

Die Chronik des Pawo Tsuglag Threngwa oder Freudenfest der Gelehrten (tib. chos 'byung mkhas pa'i dga' ston u. a.) ist ein Werk der tibetischen historiographischen Chöchung (chos 'byung) -Gattung des 2. Pawo Rinpoche Tsuglag Threngwa (dPa' bo gTsug lag Phreng ba; geb. um 1504; gest. um 1566), d. h. des 2. Vertreters einer bedeutenden Trülku-Linie der Karma-Kagyü-Schule des tibetischen Buddhismus aus dem Nenang-Kloster bzw. früher Lhalung-Kloster. Das Werk wurde 1564 fertiggestellt. Es ist eine Geschichte des Buddhismus in Indien und Tibet. Sein Schwerpunkt liegt auf der Geschichte des tibetischen Buddhismus aller Schulen, mit dem Schwerpunkt auf der Karma-Kagyü-Schule.
Es behandelt vorwiegend den Buddhismus in Indien sowie indische Königsgenealogien, die Genealogie des tibetischen Königshauses, den Buddhismus in Tibet sowie die Geschichte seiner verschiedenen Schulen, hanchinesische Gebiete, Königsgenealogien und die Geschichte von Yutian (Hotan), der Xixia (Tanguten) und Mongolen.
Das Werk ist für seine extreme Quellentreue bekannt.

## Ausgaben
- Lhodrag-Blockdruck-Ausgabe aus dem Lhalung-Kloster, 791 Seiten
- Chos byung mkhas pa'i dga' ston, hrsg. von rDo rje rGyal po, Nationalitätenverlag, Peking, 1986, 2 Bde.

### Übersetzungen
- (Zu den vorhandenen Teilübersetzungen, siehe damoke.net (Huang Hao, in: Xizang minzu xueyuan xuebao 西藏民族学院学报 Journal of Tibet Nationalities Institute, Xianyang), Tibetan Bibliography Database & Dan Martin (Lit.).)

#### Chinesisch
Eine in weiten Teilen vollständige und reich kommentierte moderne chinesische Übersetzung stammt von Huang Hao.

### Nachschlagewerke
- Zangzu da cidian. Lanzhou 2003
- Dan Martin, Yael Bentor (Hg.): Tibetan Histories: A Bibliography of Tibetan-Language Historical Works (London, Serindia 1997), ISBN 0-906026-43-1 (Nr. 168) - (Addenda et Corrigenda)